# Omnium masculin aux Jeux olympiques d'été de 2016
Navigation
Londres 2012 Tokyo 2020
L'omnium masculin, épreuve de cyclisme sur piste des Jeux olympiques d'été de 2016, a lieu les 14 et 15 août 2016 sur le vélodrome de Barra, à Rio de Janeiro, au Brésil. C'est la deuxième fois que l'épreuve est au programme des Jeux olympiques.
La médaille d'or revient à l'Italien Elia Viviani, la médaille d'argent au Britannique Mark Cavendish et la médaille de bronze au Danois Lasse Norman Hansen.

## Format de la compétition
Chaque épreuve donne lieu à un classement individuel par addition de points. Les points des coureurs sur les épreuves sont cumulés pour les 5 premières épreuves, puis additionnés à ceux inscrits lors de la dernière épreuve Course aux points, pour établir le classement final.
L'omnium comprend six épreuves se déroulant sur deux journées selon l'ordre ci-après :
1. Course scratch, sur 60 tours soit 15 km
2. Poursuite individuelle, sur 4 000 m. Elle oppose chaque fois 2 coureurs dans l'ordre inverse du classement général après la Course scratch
3. Course à l'élimination
4. Contre-la-montre, sur 1 000 m. Chaque fois 2 coureurs en piste dans l'ordre inverse du classement général après la Course à l'élimination
5. Tour lancé : contre-la-montre de 250 mètres
6. Course aux points, sur 160 tours soit 40 km

## Programme
Tous les horaires correspondent à l'UTC-3
| Date                  | Horaire                 | Manche                                                       |
| --------------------- | ----------------------- | ------------------------------------------------------------ |
| Dimanche 14 août 2016 | 16 h 40 17 h 50 19 h 15 | Course scratch Poursuite individuelle Course par élimination |
| Lundi 15 août 2016    | 10 h 21 16 h 00 17 h 23 | Kilomètre contre-la-montre Tour lancé Course aux points      |

## Principaux engagés et favoris
Le Danois Lasse Norman Hansen est le champion olympique en titre. L'Italien Elia Viviani classé 6e à Londres en 2012 fait également office de favori après ses titres européens acquis dans cette épreuve en 2014 à Baie-Mahault et en 2015 à Granges. C'est la première participation du sprinter britannique Mark Cavendish qui affiche de grandes ambitions sur piste en participant à cette épreuve. Le spécialiste colombien de l'omnium Fernando Gaviria fait office d'outsider.

## Médaillés
| Or           | Argent         | Bronze              |
| Elia Viviani | Mark Cavendish | Lasse Norman Hansen |

## Résultats

### Course scratch
| Rang | Cycliste            | Pays             | Tours | Points |
| ---- | ------------------- | ---------------- | ----- | ------ |
| 1    | Lasse Norman Hansen | Danemark         | 0     | 40     |
| 2    | Roger Kluge         | Allemagne        | 0     | 38     |
| 3    | Thomas Boudat       | France           | −1    | 36     |
| 4    | Glenn O'Shea        | Australie        | −1    | 34     |
| 5    | Dylan Kennett       | Nouvelle-Zélande | −1    | 32     |
| 6    | Mark Cavendish      | Grande-Bretagne  | −1    | 30     |
| 7    | Elia Viviani        | Italie           | −1    | 28     |
| 8    | Fernando Gaviria    | Colombie         | −1    | 26     |
| 9    | Park Sang-hoon      | Corée du Sud     | −1    | 24     |
| 10   | Artyom Zakharov     | Kazakhstan       | −1    | 22     |
| 11   | Leung Chun Wing     | Hong Kong        | −1    | 20     |
| 12   | Kazushige Kuboki    | Japon            | −1    | 18     |
| 13   | Ignacio Prado       | Mexique          | −1    | 16     |
| 14   | Gideoni Monteiro    | Brésil           | −1    | 14     |
| 15   | Gaël Suter          | Suisse           | −1    | 12     |
| 16   | Tim Veldt           | Pays-Bas         | −1    | 10     |
| 17   | Bobby Lea           | États-Unis       | −1    | 8      |
| 18   | Jasper De Buyst     | Belgique         | −1    | 6      |

### Poursuite individuelle
| Rang | Cycliste            | Pays             | Temps       | Points | Points après 2 épreuves | Classement général |
| ---- | ------------------- | ---------------- | ----------- | ------ | ----------------------- | ------------------ |
| 1    | Lasse Norman Hansen | Danemark         | 4:14.982 OR | 40     | 80                      | 1                  |
| 2    | Mark Cavendish      | Grande-Bretagne  | 4:16.878    | 38     | 68                      | 3                  |
| 3    | Elia Viviani        | Italie           | 4:17.453    | 36     | 64                      | 5                  |
| 4    | Roger Kluge         | Allemagne        | 4:18.907    | 34     | 72                      | 2                  |
| 5    | Thomas Boudat       | France           | 4:19.918    | 32     | 68                      | 3                  |
| 6    | Dylan Kennett       | Nouvelle-Zélande | 4:20.180    | 30     | 62                      | 6                  |
| 7    | Tim Veldt           | Pays-Bas         | 4:22.856    | 28     | 38                      | 10                 |
| 8    | Bobby Lea           | États-Unis       | 4:23.942    | 26     | 34                      | 13                 |
| 9    | Gideoni Monteiro    | Brésil           | 4:25.808    | 24     | 38                      | 10                 |
| 10   | Fernando Gaviria    | Colombie         | 4:26.649    | 22     | 48                      | 8                  |
| 11   | Glenn O'Shea        | Australie        | 4:28.350    | 20     | 54                      | 7                  |
| 12   | Park Sang-hoon      | Corée du Sud     | 4:29.079    | 18     | 42                      | 9                  |
| 13   | Leung Chun Wing     | Hong Kong        | 4:29.162    | 16     | 36                      | 12                 |
| 14   | Ignacio Prado       | Mexique          | 4:29.396    | 14     | 30                      | 15                 |
| 15   | Artyom Zakharov     | Kazakhstan       | 4:32.503    | 12     | 34                      | 13                 |
| 16   | Jasper De Buyst     | Belgique         | 4:36.246    | 10     | 16                      | 18                 |
| 17   | Gaël Suter          | Suisse           | 4:36.674    | 8      | 20                      | 17                 |
| 18   | Kazushige Kuboki    | Japon            | 4:39.889    | 6      | 24                      | 16                 |

### Course par élimination
| Rang | Cycliste            | Pays             | Points | Points après 3 épreuves | Classement général |
| ---- | ------------------- | ---------------- | ------ | ----------------------- | ------------------ |
| 1    | Elia Viviani        | Italie           | 40     | 104                     | 2                  |
| 2    | Thomas Boudat       | France           | 38     | 106                     | 1                  |
| 3    | Fernando Gaviria    | Colombie         | 36     | 84                      | 6                  |
| 4    | Kazushige Kuboki    | Japon            | 34     | 58                      | 11                 |
| 5    | Artyom Zakharov     | Kazakhstan       | 32     | 66                      | 10                 |
| 6    | Gideoni Monteiro    | Brésil           | 30     | 68                      | 9                  |
| 7    | Mark Cavendish      | Grande-Bretagne  | 28     | 96                      | 3                  |
| 8    | Gaël Suter          | Suisse           | 26     | 46                      | 17                 |
| 9    | Ignacio Prado       | Mexique          | 24     | 54                      | 13                 |
| 10   | Glenn O'Shea        | Australie        | 22     | 76                      | 7                  |
| 11   | Bobby Lea           | États-Unis       | 20     | 54                      | 13                 |
| 12   | Roger Kluge         | Allemagne        | 18     | 90                      | 4                  |
| 13   | Leung Chun Wing     | Hong Kong        | 16     | 52                      | 15                 |
| 14   | Park Sang-hoon      | Corée du Sud     | 14     | 56                      | 12                 |
| 15   | Jasper De Buyst     | Belgique         | 12     | 28                      | 18                 |
| 16   | Tim Veldt           | Pays-Bas         | 10     | 48                      | 16                 |
| 17   | Dylan Kennett       | Nouvelle-Zélande | 8      | 70                      | 8                  |
| 18   | Lasse Norman Hansen | Danemark         | 6      | 86                      | 5                  |

### Kilomètre contre-la-montre
| Rang | Cycliste            | Pays             | Temps    | Points | Points après 4 épreuves | Classement général |
| ---- | ------------------- | ---------------- | -------- | ------ | ----------------------- | ------------------ |
| 1    | Dylan Kennett       | Nouvelle-Zélande | 1:00.923 | 40     | 110                     | 8                  |
| 2    | Glenn O'Shea        | Australie        | 1:02.332 | 38     | 114                     | 6                  |
| 3    | Elia Viviani        | Italie           | 1:02.338 | 36     | 140                     | 1                  |
| 4    | Fernando Gaviria    | Colombie         | 1:02.469 | 34     | 118                     | 4                  |
| 5    | Lasse Norman Hansen | Danemark         | 1:02.538 | 32     | 118                     | 4                  |
| 6    | Mark Cavendish      | Grande-Bretagne  | 1:02.868 | 30     | 126                     | 2                  |
| 7    | Tim Veldt           | Pays-Bas         | 1:03.464 | 28     | 76                      | 12                 |
| 8    | Leung Chun Wing     | Hong Kong        | 1:03.730 | 26     | 78                      | 10                 |
| 9    | Roger Kluge         | Allemagne        | 1:03.797 | 24     | 114                     | 6                  |
| 10   | Artyom Zakharov     | Kazakhstan       | 1:03.941 | 22     | 88                      | 9                  |
| 11   | Thomas Boudat       | France           | 1:04.227 | 20     | 126                     | 2                  |
| 12   | Park Sang-hoon      | Corée du Sud     | 1:04.231 | 18     | 74                      | 13                 |
| 13   | Gaël Suter          | Suisse           | 1:04.433 | 16     | 62                      | 16                 |
| 14   | Bobby Lea           | États-Unis       | 1:05.339 | 14     | 68                      | 15                 |
| 15   | Kazushige Kuboki    | Japon            | 1:05.498 | 12     | 70                      | 14                 |
| 16   | Gideoni Monteiro    | Brésil           | 1:05.505 | 10     | 78                      | 10                 |
| 17   | Ignacio Prado       | Mexique          | 1:05.839 | 8      | 62                      | 16                 |
| 18   | Jasper De Buyst     | Belgique         | DNS      | –      | 28                      | 18                 |

### Tour lancé
| Rang | Cycliste            | Pays             | Temps  | Points | Points après 5 épreuves | Classement général |
| ---- | ------------------- | ---------------- | ------ | ------ | ----------------------- | ------------------ |
| 1    | Dylan Kennett       | Nouvelle-Zélande | 12.506 | 40     | 150                     | 4                  |
| 2    | Elia Viviani        | Italie           | 12.660 | 38     | 178                     | 1                  |
| 3    | Mark Cavendish      | Grande-Bretagne  | 12.793 | 36     | 162                     | 2                  |
| 4    | Lasse Norman Hansen | Danemark         | 12.832 | 34     | 152                     | 3                  |
| 5    | Gaël Suter          | Suisse           | 12.981 | 32     | 94                      | 12                 |
| 6    | Glenn O'Shea        | Australie        | 13.053 | 30     | 144                     | 6                  |
| 7    | Tim Veldt           | Pays-Bas         | 13.170 | 28     | 104                     | 10                 |
| 8    | Leung Chun Wing     | Hong Kong        | 12.265 | 26     | 104                     | 11                 |
| 9    | Thomas Boudat       | France           | 13.272 | 24     | 150                     | 5                  |
| 10   | Fernando Gaviria    | Colombie         | 13.273 | 22     | 140                     | 7                  |
| 11   | Roger Kluge         | Allemagne        | 13.332 | 20     | 134                     | 8                  |
| 12   | Bobby Lea           | États-Unis       | 13.416 | 18     | 86                      | 15                 |
| 13   | Artyom Zakharov     | Kazakhstan       | 13.446 | 16     | 104                     | 9                  |
| 14   | Park Sang-hoon      | Corée du Sud     | 13.489 | 14     | 88                      | 14                 |
| 15   | Gideoni Monteiro    | Brésil           | 13.569 | 12     | 90                      | 13                 |
| 16   | Kazushige Kuboki    | Japon            | 13.587 | 10     | 80                      | 16                 |
| 17   | Ignacio Prado       | Mexique          | 14.046 | 8      | 70                      | 17                 |

### Course aux points
| Rang | Cycliste            | Pays             | Points | Points après 6 épreuves | Classement général |
| ---- | ------------------- | ---------------- | ------ | ----------------------- | ------------------ |
| 1    | Fernando Gaviria    | Colombie         | 41     | 181                     | 4                  |
| 2    | Lasse Norman Hansen | Danemark         | 40     | 192                     | 3                  |
| 3    | Roger Kluge         | Allemagne        | 33     | 167                     | 6                  |
| 4    | Mark Cavendish      | Grande-Bretagne  | 32     | 194                     | 2                  |
| 5    | Elia Viviani        | Italie           | 29     | 207                     | 1                  |
| 6    | Thomas Boudat       | France           | 22     | 172                     | 5                  |
| 7    | Tim Veldt           | Pays-Bas         | 7      | 111                     | 9                  |
| 8    | Artyom Zakharov     | Kazakhstan       | 7      | 111                     | 10                 |
| 9    | Gideoni Monteiro    | Brésil           | 4      | 94                      | 13                 |
| 10   | Ignacio Prado       | Mexique          | 3      | 73                      | 15                 |
| 11   | Leung Chun Wing     | Hong Kong        | 1      | 105                     | 11                 |
| 12   | Kazushige Kuboki    | Japon            | 1      | 81                      | 14                 |
| 13   | Gaël Suter          | Suisse           | 1      | 95                      | 12                 |
| 14   | Glenn O'Shea        | Australie        | 0      | 144                     | 7                  |
| 15   | Dylan Kennett       | Nouvelle-Zélande | –7     | 143                     | 8                  |
| 16   | Park Sang-hoon      | Corée du Sud     | DNF    | 88                      | DNF                |
| 17   | Bobby Lea           | États-Unis       | DNF    | 86                      | DNF                |

## Classement général final
Classement général final après six épreuves.
| Rang | Cycliste            | Pays             | CS | PI | CE | KM  | TL | CP  | Total |
| ---- | ------------------- | ---------------- | -- | -- | -- | --- | -- | --- | ----- |
| 1    | Elia Viviani        | Italie           | 28 | 36 | 40 | 36  | 38 | 29  | 207   |
| 2    | Mark Cavendish      | Grande-Bretagne  | 30 | 38 | 28 | 30  | 36 | 32  | 194   |
| 3    | Lasse Norman Hansen | Danemark         | 40 | 40 | 6  | 32  | 34 | 40  | 192   |
| 4    | Fernando Gaviria    | Colombie         | 26 | 22 | 36 | 34  | 22 | 41  | 181   |
| 5    | Thomas Boudat       | France           | 36 | 32 | 38 | 20  | 24 | 22  | 172   |
| 6    | Roger Kluge         | Allemagne        | 38 | 34 | 18 | 24  | 20 | 33  | 167   |
| 7    | Glenn O'Shea        | Australie        | 34 | 20 | 22 | 38  | 30 | 0   | 144   |
| 8    | Dylan Kennett       | Nouvelle-Zélande | 32 | 30 | 8  | 40  | 40 | −7  | 143   |
| 9    | Tim Veldt           | Pays-Bas         | 10 | 28 | 10 | 28  | 28 | 7   | 111   |
| 10   | Artyom Zakharov     | Kazakhstan       | 22 | 12 | 32 | 22  | 16 | 7   | 111   |
| 11   | Leung Chun Wing     | Hong Kong        | 20 | 16 | 16 | 26  | 26 | 1   | 105   |
| 12   | Gaël Suter          | Suisse           | 12 | 8  | 26 | 16  | 32 | 1   | 95    |
| 13   | Gideoni Monteiro    | Brésil           | 14 | 24 | 30 | 10  | 12 | 4   | 94    |
| 14   | Kazushige Kuboki    | Japon            | 18 | 6  | 34 | 12  | 10 | 1   | 81    |
| 15   | Ignacio Prado       | Mexique          | 16 | 14 | 24 | 8   | 8  | 3   | 73    |
| 16   | Park Sang-hoon      | Corée du Sud     | 24 | 18 | 14 | 18  | 14 | DNF | DNF   |
| 17   | Bobby Lea           | États-Unis       | 8  | 26 | 20 | 14  | 18 | DNF | DNF   |
| 18   | Jasper De Buyst     | Belgique         | 6  | 10 | 12 | DNS | –  | –   | DNF   |

Légende:
CS: Course scratch. PI: Poursuite individuelle. CE: Course à l'élimination.
KM: Contre-la-montre. TL: Tour lancé. CP: Course aux points.